# Greenknowe Tower
Greenknowe Tower is een zestiende-eeuwse woontoren, gelegen aan de A6105, 0,8 kilometer ten westen van Gordon in de Schotse regio Scottish Borders.

## Geschiedenis
Greenknowe Tower werd gebouwd in 1581 voor James Seton, een lagere edele, en zijn vrouw Jane Edmonstone. De familie Seton verkreeg de parochie van Gordon door huwelijk met de familie Gordon. Volgens de traditie had de familie Gordon deze landgoederen verkregen van Malcolm II na de Slag van Carham in 1018.
In de zeventiende eeuw kochten de Pringles of Stichel de woontoren. Een lid van deze familie, Walter Pringle, was een bekende Covenanter. Rond 1850 werd de toren niet meer als residentie gebruikt. De familie Dalrymple gaf het kasteel in staatsbeheer in 1937.

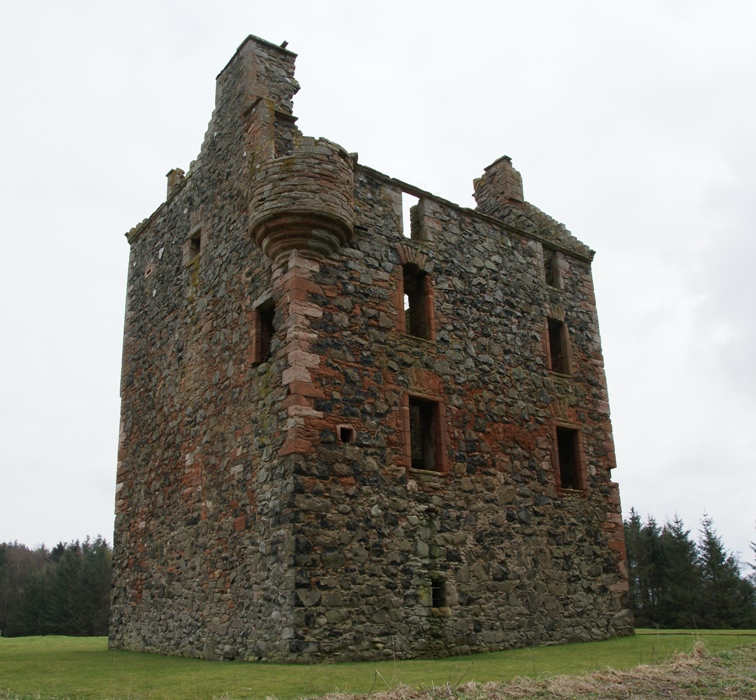
Greenknowe Tower

## Bouw
Greenknowe Tower is een woontoren van vijf verdiepingen en heeft een L-plattegrond. De hogere verdiepingen konden bereikt worden via een toren met wenteltrap aan de oostzijde. De woontoren is 10,5 bij 7 meter in oppervlakte met muren van 1,2 meter dik. De aansluitende vleugel is 3,3 bij 4,5 meter in oppervlakte.
Boven de ingang bevindt zich een steen met de initialen en wapens van James Seton en zijn vrouw Jane Edmonstone en het jaartal van de bouw. De ingang heeft nog zijn ijzeren poort.
Op de gewelfde, begane grond bevonden zich de keukens en de opslagkelders. Op de eerste verdieping lag de great hall waar de heer van het kasteel zijn gasten ontving. In de oostmuur bevinden zich een grote haard en vier grote ramen. Op de verdiepingen erboven bevonden zich de slaapkamers.

## Beheer
Greenknowe Tower wordt sinds 1937 beheerd door Historic Environment Scotland.